# Novobabylonská říše
Novobabylónská říše (v Bibli také Chaldejská nebo Kaldejská) byl státní útvar s centrem v městě Babylónu, založený roku 626 př. n. l., kdy se generál Nabopolassar zmocnil babylonského trůnu, a zaniklý v roce 539 př. n. l., kdy město dobyl perský achaimenovský král Kýros II. Veliký (Kuruš, 559–530). V době svého největšího rozkvětu zahrnoval dnešní Irák, jihovýchodní Turecko, Sýrii, Palestinu, Jordánsko a severozápadní část Arabského poloostrova.

## Historie
Babylonie (jižní část dnešního Iráku) byla po staletí pod vládou Asyřanů, těšila se však mimořádným výsadám. Když roku 627 př. n. l. zemřel poslední silný asyrský panovník Ašurbanipal, Babylóňané se vzbouřili a za pomoci Médů se generál Nabopolassar zmocnil trůnu. Roku 612 př. n. l. dobyli Babyloňané hlavní město rozpadající se Novoasyrské říše Ninive a centrem moci se opět stal Babylon. Když roku 605 př. n. l. Nabopolassar zemřel, nastoupil na trůn Nabukadnezar II., biblický Nabuchodonozor, který se proslavil jako mimořádně schopný panovník i vojevůdce. Podporoval zemědělství a dal postavit i jeden ze sedmi divů starověkého světa: visuté zahrady Semiramidiny.
Podrobil si Sýrii a Palestinu a když se judský král Jójakím pokusil o odpor (2Kr 24, 1 (Kral, ČEP)), dal zničit Jeruzalém a vzdělanější vrstvy Izraele odvedl do babylonského zajetí, odkud se mohly vrátit až po pádu novobabylonské říše. Babylonské zajetí, kdy se izraelské elity musely soustředit na své náboženské a kulturní tradice, hrálo významnou roli při vzniku Bible (viz například Iz 13, 19 (Kral, ČEP), Dan 1, 3 (Kral, ČEP) a mnoho dalších).
Když Nabukadnesar roku 562 př. n. l. zemřel, odkázal svému synu Amel-Mardukovi velkou a pevně konsolidovanou říši. Amel-Marduk byl však brzy na to při povstání zabit a trůnu se zmocnil generál Neriglissar. Dostal se však do sporů s babylonským kněžstvem a roku 565 př. n. l. se trůnu zmocnil Nabonid. I ten se však zapletl do vleklých vnitřních sporů, takže roku 539 př. n. l. se perský král Kýros II. s pomocí kněžstva bez boje zmocnil Babylonu, čímž novobabylonská říše skončila.

## Význam
V novobabylonském období se obcovací řečí Blízkého Východu stala aramejština. Babylon a Novobabylonská – nebo také Chaldejská – říše byla vyhlášeným střediskem vědy a zejména astrologie, která se odtud rozšířila do Středomoří. Když Alexandr Veliký roku 331 př. n. l. porazil Peršany a dobyl Babylon, udělala na něj zdejší kultura velký dojem, takže se Babylon stal jeho sídelním městem, kde také v roce 323 př. n. l. zemřel.